# Envidia

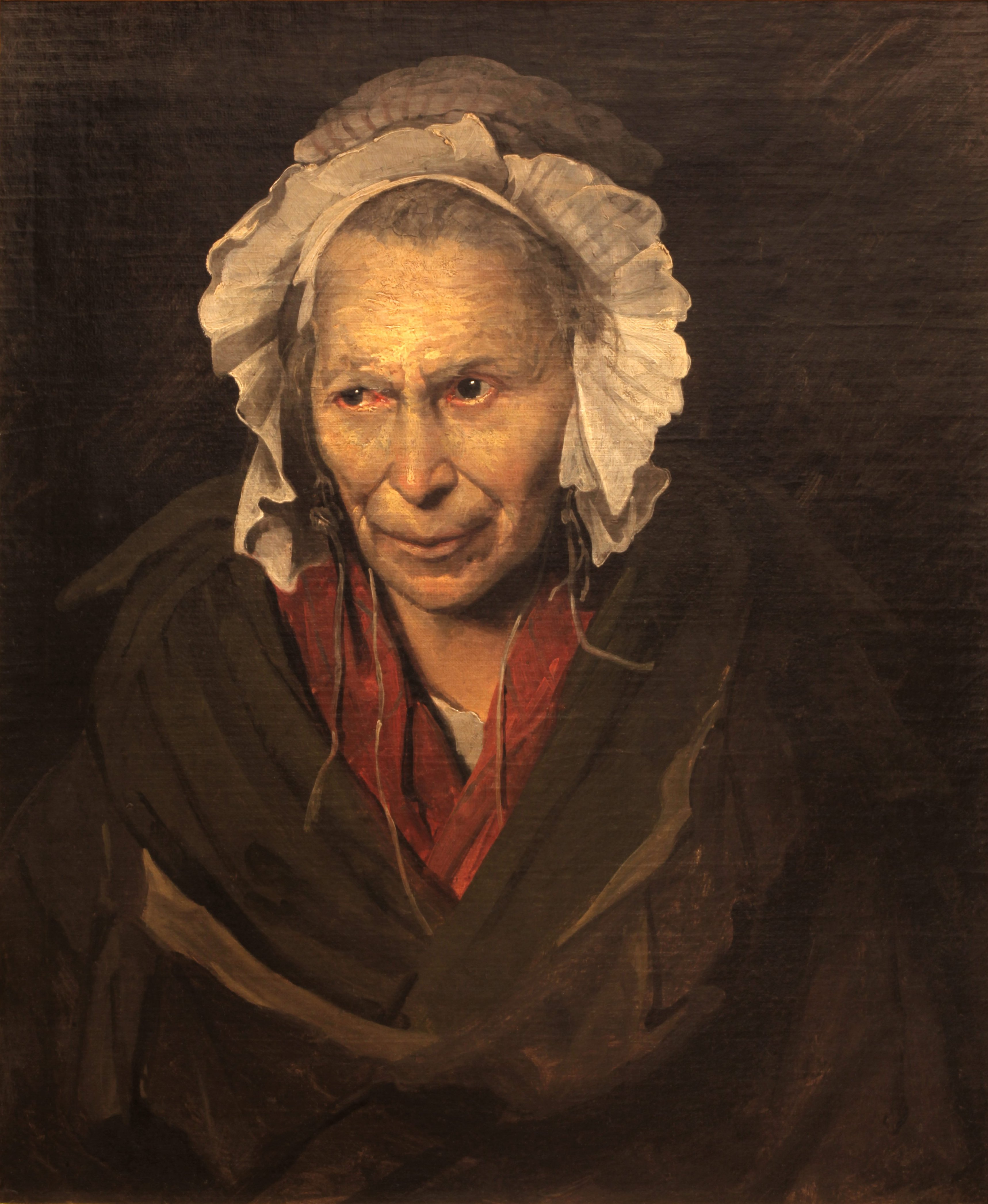
Retrato de una mujer demente o terriblemente celosa, Théodore Géricault (1791–1824).

La envidia  es  un sentimiento o estado mental en el cual existe dolor o desdicha por no poseer uno mismo lo que tiene el otro, sea en bienes, cualidades superiores u otra clase de cosas tangibles e intangibles. La RAE la ha definido como tristeza o pesar del bien ajeno, o como deseo de algo que no se posee.
Aristóteles definió la envidia como el dolor ante la visión de la buena fortuna de otro, provocado por «aquellos que tienen lo que nosotros debemos tener». Bertrand Russell dijo que la envidia era una de las causas más potentes de la infelicidad. Investigaciones recientes consideraron las condiciones bajo las cuales ocurre, cómo la aborda la gente y si puede inspirar a la gente a emular a aquellos a quienes envidian.

## Tipos de envidia
Algunos idiomas, como el neerlandés, distinguen entre «envidia benigna» (benijden en neerlandés) y «envidia maliciosa» (afgunst), lo que apunta a la posibilidad de que existan dos subtipos de envidia. La investigación muestra que la envidia maliciosa es una emoción desagradable que hace que la persona envidiosa quiera derribar a los más acomodados incluso a su propia costa, mientras que la envidia benigna implica el reconocimiento de que otros están mejor, pero hace que la persona aspire a ser igual de buena. La envidia benigna sigue siendo una emoción negativa en el sentido de que resulta desagradable. Según los investigadores, la envidia benigna puede proporcionar emulación, motivación de mejora, pensamientos positivos sobre la otra persona y admiración. Este tipo de envidia, si se trata correctamente, puede afectar positivamente al futuro de una persona motivándola a ser mejor persona y a tener éxito.
Hay cierta discusión sobre si los subtipos deben ser vistos como formas distintas de envidia, ya que algunos argumentan que las tendencias de acción (para dañar la posición de otra persona para la envidia maliciosa y para mejorar la posición propia para la envidia benigna) no son parte de cómo se define la emoción, mientras que otros piensan que las tendencias de acción son una parte integral de una emoción. Los que no creen que existan subtipos de envidia sostienen que la situación afecta a cómo la envidia conduce al comportamiento; mientras que los que sí creen que existen subtipos piensan que la situación afecta a qué subtipo de envidia se experimenta.

## Papel evolutivo

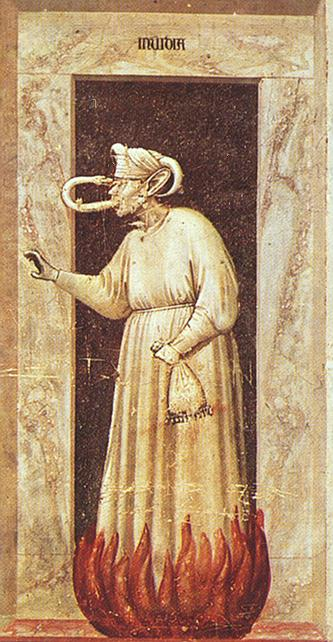
Invidia, alegórica pintura de Giotto di Bondone, ca. 1305-1306

Tras el libro de Charles Darwin de 1859 en el que avanzaba la teoría de la evolución por selección natural, su obra de 1872, La expresión de las emociones en el hombre y los animales avanzaba la teoría de que ha habido una evolución de la emoción que se desarrolló en los animales por el valor de supervivencia que ofrecen las emociones. En 1998, el neurocientífico Jaak Panksepp aportó datos que demostraban que las especies de mamíferos están dotadas de cerebros capaces de generar experiencias emocionales. La investigación posterior en las ciencias del comportamiento ha proporcionado información sobre emociones como la envidia y su impacto en la cognición y el comportamiento. Por ejemplo, en consonancia con la envidia como motivación, la investigación empírica muestra que la envidia concentra los recursos cognitivos, centrando la atención del sujeto hacia la recopilación de información sobre el objetivo social y la mejora de la capacidad de recordar dicha información.  En la investigación con primates, Frans de Waal llevó a cabo una investigación a largo plazo que demostró que los chimpancés, así como primates lejanamente emparentados como los monos capuchinos pardos, tienen un sentido muy afinado de la justicia dentro de su grupo social, y que la emoción clave utilizada para medir y regular los resultados justos es la envidia. La investigación de De Waal le lleva a argumentar que sin la envidia motivando nuestro interés en hacer comparaciones sociales, no habría razón para preocuparse por la equidad y la justicia.
Basándose en un modelo de respuestas evolucionadas hacia los que están mejor, Sznycer ha argumentado que la envidia aumenta el apoyo a la redistribución económica.

## La envidia para el cristianismo

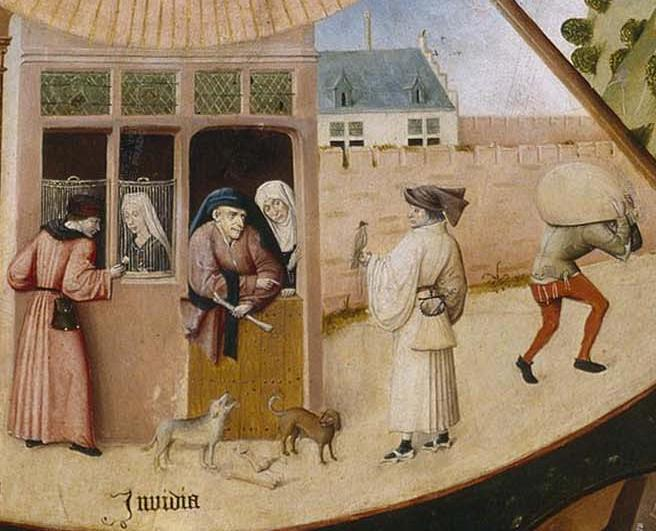
La envidia según la Mesa de los pecados capitales de Jheronimus Bosch. En la imagen un burgués intenta seducir a la mujer de otro (un mercader) mientras que este, sosteniendo un hueso en la mano, mira a un halcón que tiene un hombre en la calle. Más abajo, dos perros que tienen un hueso cada uno, miran el que tiene el burgués en la mano. Y para finalizar un hombre está robando el comercio en el que sucede la acción.

La envidia es considerada por la Iglesia católica como un pecado capital porque genera otros pecados; el término «capital» no se refiere a la magnitud del pecado sino a que da origen a muchos otros pecados y rompe con el amor al prójimo que proclama Jesús.
San Gregorio Magno (*ca. 540 en Roma – †12 de marzo de 604), fue el sexagésimo cuarto Papa de la Iglesia católica; fue quien seleccionó los siete pecados capitales, y se mantuvo por la mayoría de los teólogos de la Edad Media.
Para Santo Tomás de Aquino, la envidia es «tristeza del bien de otro».
Dante Alighieri en el poema de El Purgatorio, define la envidia como «Amor por los propios bienes pervertido al deseo de privar a otros de los suyos.» El castigo para los envidiosos es el de cerrar sus ojos y coserlos con alambres de hierro, porque habían recibido placer al ver a otros caer.
En la Edad Media el famoso cazador de brujas, el cardenal Peter Binsfeld le atribuyó a la envidia el demonio llamado Leviatán, un demonio marino y que era solo controlado por Dios.

## En la adolescencia
La envidia se manifiesta en los niños desde una etapa temprana, y los adultos, aunque igualmente susceptibles a esta emoción, demuestran un mayor nivel de habilidad para disimularla. La envidia desempeña un papel importante en el desarrollo de los adolescentes. Compararse es un aspecto universal de la naturaleza humana. No importa la edad o la cultura, la comparación social se da en todo el mundo. La comparación puede abarcar desde los atributos físicos, las posesiones materiales y la inteligencia. Sin embargo, los niños son más propensos a envidiar objetos materiales como zapatos, videojuegos, teléfonos móviles de gran valor, etc. Los niños creen que estos objetos materiales están correlacionados con su estatus.
Se ha comprobado que el estatus social está estrechamente relacionado con la autoestima. La autoestima de un adolescente es muy frágil durante los primeros años y se ve muy afectada por la opinión de los compañeros. Si un niño se siente cómodo con lo que es y tiene confianza en sí mismo, es menos probable que sienta envidia de los objetos materiales de los demás, porque no se autoidentifica con los materiales. Los objetos materiales no son las únicas cosas por las que los adolescentes sienten envidia; sin embargo, es la más frecuente.
A medida que crecen, los niños desarrollan envidias no materialistas más fuertes, como las relaciones románticas, el aspecto físico, los logros y la popularidad. A veces, los sentimientos de envidia se interiorizan en los niños, lo que repercute negativamente en su autoestima. La envidia surge de la comparación; estas comparaciones pueden servir para recordarles que no han cumplido las normas sociales y que no encajan con sus iguales. Puede surgir un sentimiento de inadecuación que se convierta en destructivo para la felicidad del niño y cause más daños internos.
La identidad de un niño se forma durante sus primeros años. El desarrollo de la identidad se considera la tarea central durante la adolescencia. Cuando los niños crecen comprendiendo quiénes son, son capaces de definir mejor cuáles son sus puntos fuertes y débiles al compararse con los demás. La comparación puede tener dos resultados: puede ser saludable para ayudar a la superación personal o puede ser malsana y dar lugar a la envidia/celos, que puede derivar en depresión. Por eso la autoexploración y el desarrollo de la identidad son fundamentales en la adolescencia.
Es importante identificar la envidia sana y malsana en un niño a una edad temprana. Si un niño muestra signos de envidia malsana, lo mejor es enseñarle formas productivas de manejar estas emociones. Es mucho más fácil enseñar a un niño a controlar sus emociones mientras es pequeño que dejar que desarrolle un hábito difícil de romper cuando sea mayor.

## La envidia en el psicoanálisis
En el ámbito del psicoanálisis la envidia es definida como un sentimiento experimentado por aquel que desea intensamente algo poseído por otro. [cita requerida] La envidia daña la capacidad de gozar y de apreciar lo que posee uno mismo. Es el factor más importante del socavamiento de los sentimientos de amor, ternura o gratitud.[cita requerida] La envidia es un sentimiento enojoso contra otra persona que posee o goza de algo deseado por el individuo envidioso, quien tiene el impulso de quitárselo o dañarlo. A diferencia de los celos, que comprenden un vínculo de por lo menos tres personas, la envidia se da de a dos. La persona envidiosa es insaciable porque su envidia proviene de su interior y por eso nunca puede quedar satisfecha, ya que siempre encontrará otro en quien centrarse.

## La envidia en la psicología
Según refieren los investigadores en psicología evolucionista David M. Buss y Sara E. Gil, la Envidia tiene un fundamento evolucionista ya que posibilita comprender el lugar en donde la persona se encuentra para contrarrestarlo.
De este modo, la envidia, según la psicología evolucionista, sería una emoción que nos motiva a mejorar, y de ahí su lógica en el mejoramiento de la evolución. Así se entiende que la comparación social juega un papel fundamental en la manera en que nos percibimos a nosotros mismos.
Primera definición  -  Tristeza o pesar del bien ajeno.
De acuerdo a la primera definición, la envidia es sentir tristeza o pesar por el bien ajeno. De acuerdo a esta definición lo que no le agrada al envidioso no es tanto algún objeto en particular que un tercero pueda tener sino la felicidad en ese otro. Entendida de esta manera, es posible concluir que la envidia es la madre del resentimiento, un sentimiento que no busca que a uno le vaya mejor sino que al otro le vaya peor.
Segunda definición  -  Emulación, deseo de algo que no se posee.
De acuerdo a la segunda de las acepciones, la envidia se puede encuadrar dentro de la emulación o deseo de poseer algo que otro posee. Siendo en este caso que lo envidiado no es un sujeto sino un objeto material o intelectual. Por lo tanto en esta segunda acepción la base de la envidia sería el sentimiento de desagrado por no tener algo y además de eso el afán de poseer ese algo. Esto puede llegar a implicar el deseo de privar de ese algo al otro en el caso de que el objeto en disputa sea el único disponible.
- Una tercera posibilidad para comprender lo que la envidia implica sería la combinación de las dos acepciones mencionadas anteriormente. Cualquiera sea el caso, la envidia es un sentimiento que nunca produce nada positivo en el que lo padece sino una insalvable amargura.

## Estudios, citas y notas
Bertrand Russell sostenía que la envidia es una de las más potentes causas de infelicidad. Siendo universal es el más desafortunado aspecto de la naturaleza humana, porque aquel que envidia no solo sucumbe a la infelicidad que le produce su envidia, sino que además alimenta el deseo de producir el mal a otros. 
José Antonio Marina sostiene cierta nomenclatura afectiva en su obra «El laberinto sentimental», en la que divide los fenómenos afectivos en: afecto, sensaciones de dolor placer, deseos y sentimientos, subdividiendo éstos en cuatro grupos según su intensidad como: estados sentimentales, emociones y pasiones. Este último grupo, las pasiones, son definidas como «sentimientos intensos, vehementes, tendenciales, con un influjo poderoso sobre el individuo». Sería en este grupo en el que la envidia quedaría configurada.
La envidia ha sido frecuentemente tema y ha inspirado relatos literarios como el de Caín y Abel que aparece en el Génesis de la Biblia. Este relato, en realidad, ejemplifica la rivalidad y conflictos históricos entre los sistemas de vida nómadas y sedentarios de pastores y agricultores que se han desarrollado a lo largo de la historia.

## La envidia en España
El escritor de la generación del 98, Miguel de Unamuno afirmaba que era el rasgo de carácter más propio de los españoles, «íntima gangrena española», y para ejemplificarlo escribió su novela Abel Sánchez, en que el verdadero protagonista, que significativamente no da título a la obra, ansioso de hacer el bien por la humanidad, solo recibe desprecio y falta de afecto por ello, mientras que el falso protagonista, que sí da título a la obra, recibe todo tipo de recompensas y afecto por lo que no ha hecho. Jorge Luis Borges coincidía en ello: «Los españoles siempre están pensando en la envidia. Para decir que algo es bueno dicen: es envidiable». Cervantes, en sus consejos a Sancho, la llama «raíz de infinitos males y carcoma de las virtudes». Para Francisco de Quevedo, es un pecado especialmente inútil y que no da satisfacción alguna: «Muerde y no come». Camilo José Cela, por otra parte, escribió que «el español (...) arde en el fuego de la envidia como el anglosajón (...) se quema en la hoguera de la hipocresía y el francés se consume (...) en la llama de la avaricia».

## Iconología

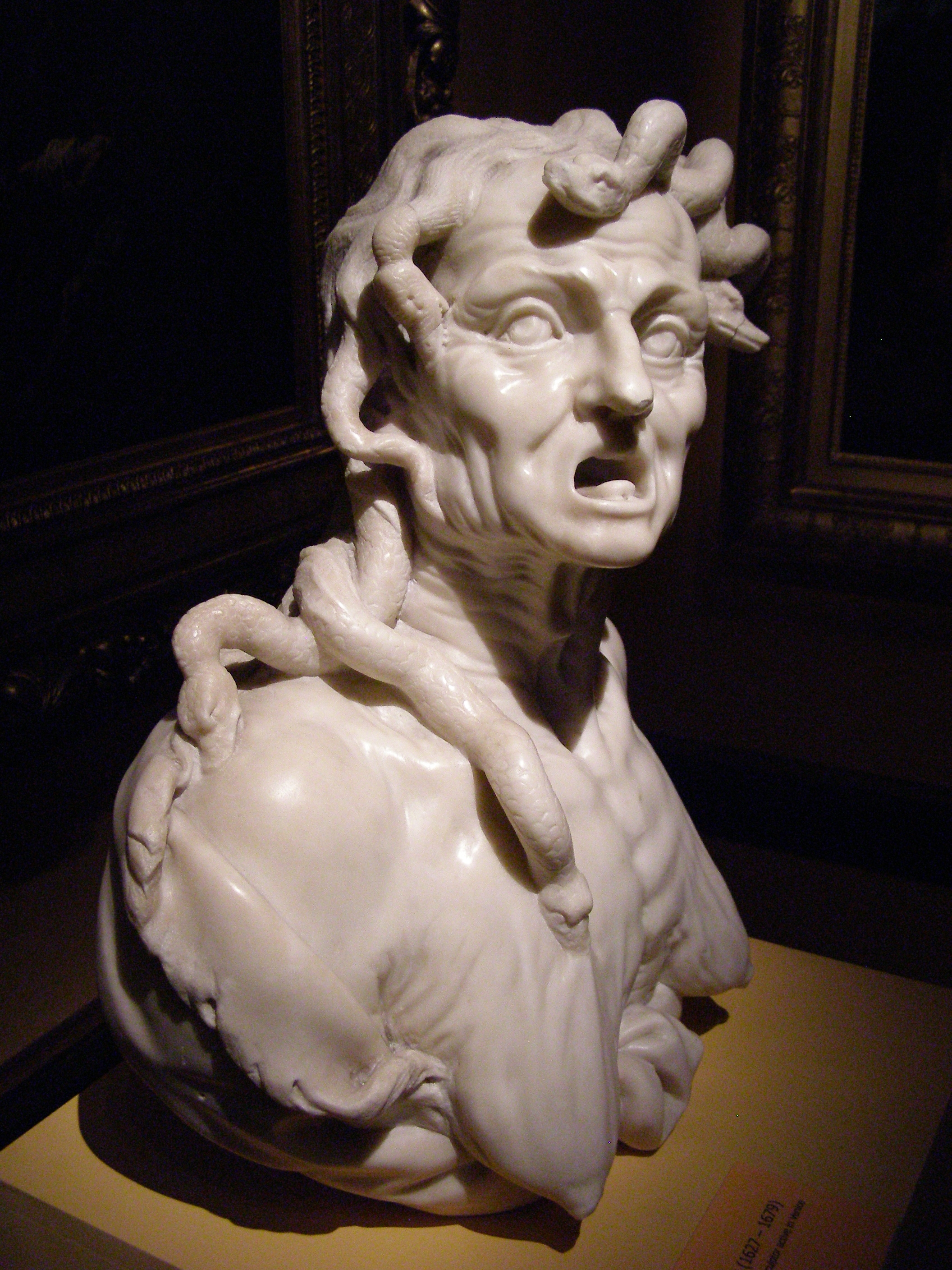
La envidia por Giusto Le Court.

Los griegos habían divinizado la envidia porque en su lengua phlohnos es masculino. Los romanos la hicieron diosa e hija de la noche.[cita requerida] La comparaban a la anguila pues estaban en la creencia que este pez tiene envidia a los delfines. Su nombre Envidia significa el que no ve con buen ojo. Los griegos le daban también el nombre de mal ojo y para librar a sus hijos de las influencias de este genio, tomaban con el dedo el cieno que había en el fondo de los baños y señalaban sus tiernas frentes.[cita requerida]
Esta superstición permanece aún entre los griegos modernos, los cuales temen la Envidia o mal ojo. [cita requerida]Se representa esta deidad bajo la forma de un viejo espectro femenino con la cabeza ceñida de culebras, los ojos fieros y hundidos, el color lívido, una flaqueza horrible, con las serpientes en las manos y otra que le roe el seno. Algunas veces se pone a su lado una hidra de siete cabezas. La Envidia es un monstruo que el más brillante mérito no puede ahogar. 
Se la pinta también despedazando un corazón y con un perro a su lado. Uno de los principales empleos de la Envidia era el servir de guía a la Calumnia. De este modo la ha pintado Apeles. Rubens la pintó en Londres y en uno de los cuadros de Luxemburgo bajo la figura de una mujer muy flaca y de una palidez extrema. Poussin ha pintado este monstruo mordiéndose el brazo y sacudiendo las serpientes que rodean su cabeza. El tiempo que levanta la verdad abatida, arroja por tierra la Envidia. 
Ha sido pintada, también por Jean Jouvenet en Rennes, en el cuarto del consejo del parlamento y por Francisco le Moine en Versalles, en el cuadro de La divinización de Hércules, en el cual se ve aterrada bajo la carroza del semidiós.